# Формула-1 — Гран-прі Бахрейну
Гран-прі Бахрейну (араб. جائزة البحرين الكبرى, англ. Bahrain Grand Prix) — один із етапів чемпіонату світу з автоперегонів у класі Формула-1, проходить на автодромі Сахір. Вперше перегони відбулися 4 квітня 2004 року.
Гран-прі Бахрейну було організовано при підтримці національного аероперевізника Королівства Бахрейн і Султанату Оман Gulf Air. Гран-прі Бахрейну стало першим Гран-прі в історії Формули-1, що пройшло на території Близького Сходу.

## Історія

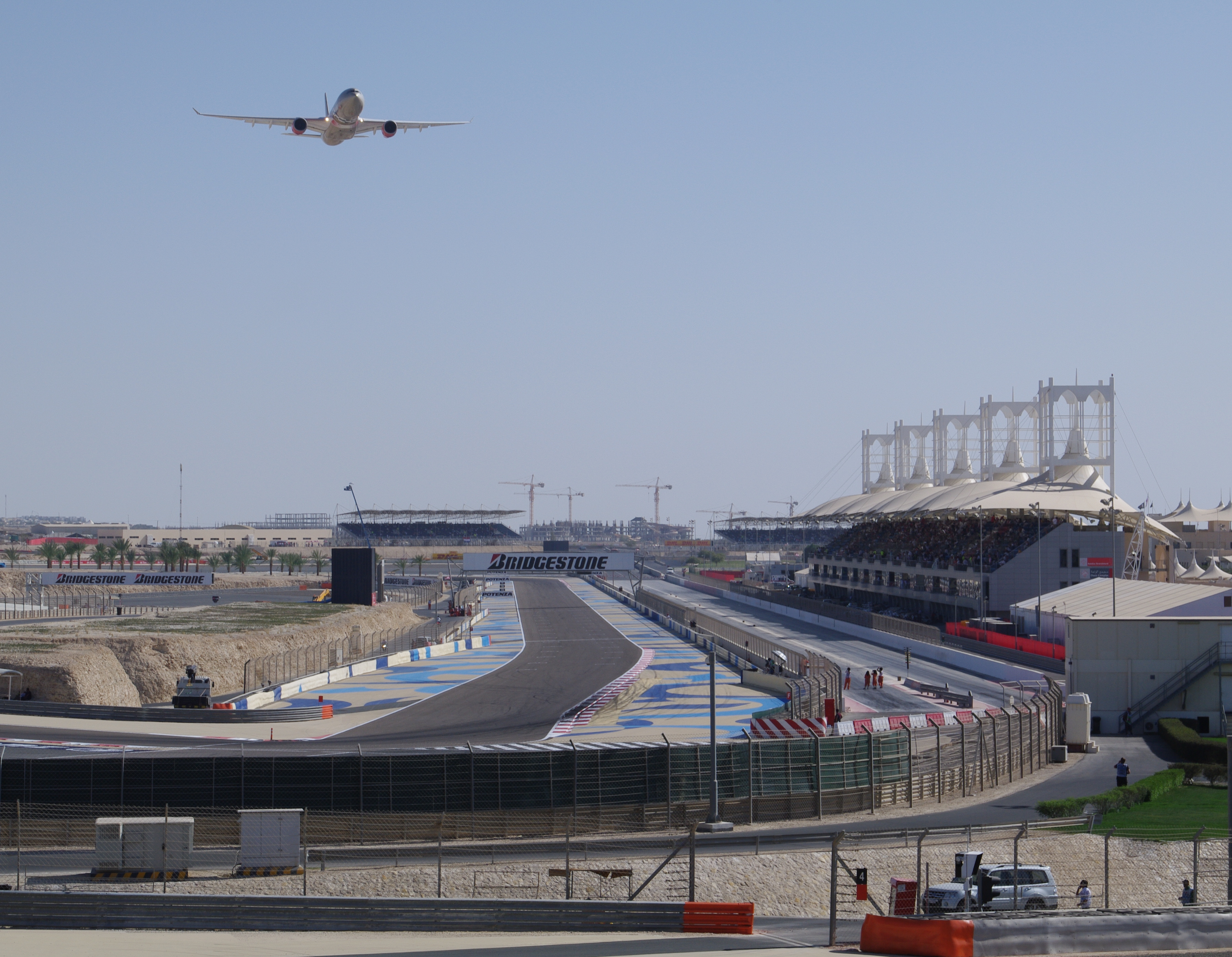
Міжнародний автодром Бахрейну в 2010

Будівництво Міжнародного автодрому Бахрейну в Сахірі почалося в 2002 році. Бахрейн відбивався від жорсткої конкуренції з інших регіонів за проведення гонок Формули-1, а Єгипет, Ліван і Об’єднані Арабські Емірати сподівалися на престиж проведення Formula One Grand Prix.
Гонка проводиться в кожному сезоні Формули-1 з 2004 року, за винятком 2011 року через повстання в Бахрейні 2011 року. Перший Гран-прі Бахрейну виграв Міхаель Шумахер за Ferrari. Наступні два змагання, у 2005 та 2006 роках, виграв Фернандо Алонсо, який виступав за Renault, а Феліпе Масса переміг у змаганнях за Ferrari у 2007 та 2008 роках. Дженсон Баттон виграв Гран-прі Бахрейну 2009 року за Brawn GP, і Фернандо Алонсо виграв свій третій Гран-прі Бахрейну в 2010 році за Ferrari. Після скасування Гран-прі Бахрейну 2011 року Себастьян Феттель і Red Bull виграли Гран-прі 2012 і 2013 років, а потім Льюїс Хемілтон і Mercedes перемогли в 2014 і 2015 роках. Напарник Хемілтона по команді Ніко Росберг переміг у 2016 році, а Себастьян Феттель виграв ще дві гонки за Ferrari у 2017 та 2018 роках. Потім Льюїс Хемілтон виграв наступні три Гран-прі в 2019, 2020 та 2021 роках було встановлено рекорд за кількістю перемог на Гран-прі Бахрейну (п’ять). Раунд 2022 року виграв Шарль Леклер, забезпечивши Scuderia Ferrari рекордну сьому перемогу на Гран-прі Бахрейну. В останньому змаганні, яке відбулося у 2023 році, виграв Макс Ферстаппен із Red Bull Racing, що стало їхньою першою перемогою на Гран-прі Бахрейну за понад десять років.

Схема витривалості, використана в 2010 році

У випуску гонки 2010 року для Гран-прі використовувалася інша конфігурація траси. Схема "Endurance Circuit" була використана замість схеми "Grand Prix Circuit", подовжуючи довжину кола до 6,299 км (3,914 милі). Для випуску 2011 року було заплановано повернення до початкового макету треку, і це було зроблено для випуску 2012 року.
У лютому 2022 року повідомлялося, що контракт із заходом продовжено до сезону Формули-1 2036 року.

## Особливості
Однією з помітних характеристик траси є її великі зони збігу, які критикували за те, що вони не карають водіїв, які збиваються з траси. Однак вони намагаються запобігти потраплянню піску на доріжку. Траса вважається однією з найбезпечніших у світі.
Незважаючи на те, що алкогольні напої в Бахрейні легальні, водії не розпилюють традиційне шампанське на подіум, замість цього розпилюють безалкогольний напій з ефірної олії троянди, відомий як Waard.

## Скандали

### Скасування 2011 року
21 лютого 2011 року було оголошено, що Гран-прі Бахрейну 2011 року, заплановане на 13 березня, скасовано через протести в Бахрейні 2011 року. 3 червня FIA вирішила перенести гонку на 30 жовтня. Чемпіон світу, гонщик Деймон Хілл закликав Формулу-1 не переносити час, сказавши, що якщо гонка відбудеться, «ми назавжди матимемо поразку асоціації з репресивними методами досягнення порядку». Берні Екклстоун сказав BBC в інтерв’ю: «Сподіваюся, буде мир і тиша, і ми зможемо повернутися в майбутньому, але, звичайно, це не відбувається. Розклад не можна змінити без згоди учасників». Через тиждень після рішення про перенесення гонки Формула-1 оголосила про скасування гонки на 2011 рік

## Переможці Гран-прі Бахрейну

### Багаторазові переможці

#### Пілоти
Жирним шрифтом виділені пілоти, які беруть участь в поточному сезоні чемпіонату Формули-1.
| Кількість перемог | Пілот             | Роки                         |
| ----------------- | ----------------- | ---------------------------- |
| 5                 | Льюїс Гамільтон   | 2014, 2015, 2019, 2020, 2021 |
| 4                 | Себастьян Феттель | 2012, 2013, 2017, 2018       |
| 3                 | Фернандо Алонсо   | 2005, 2006, 2010             |
| 2                 | Феліпе Масса      | 2007, 2008                   |
| 2                 | Макс Ферстаппен   | 2023, 2024                   |
| Джерело:          |                   |                              |

#### Конструктори
Жирним шрифтом виділені команди, які беруть участь в поточному сезоні чемпіонату Формули-1.
| Кількість перемог | Конструктор | Рік                                      |
| ----------------- | ----------- | ---------------------------------------- |
| 7                 | Феррарі     | 2004, 2007, 2008, 2010, 2017, 2018, 2022 |
| 6                 | Мерседес    | 2014, 2015, 2016, 2019, 2020, 2021       |
| 4                 | Ред Булл    | 2012, 2013, 2023, 2024                   |
| 2                 | Рено        | 2005, 2006                               |
| Джерело:          |             |                                          |

### Переможці за роками
| Рік  | Пілот             | Конструктор         | Траса     | Звіт |
| ---- | ----------------- | ------------------- | --------- | ---- |
| 2025 | Оскар Піастрі     | McLaren-Mercedes    | Сахір     | Звіт |
| 2024 | Макс Ферстаппен   | Ред Булл-Honda RBPT | Сахір     | Звіт |
| 2023 | Макс Ферстаппен   | Ред Булл-Honda RBPT | Сахір     | Звіт |
| 2022 | Шарль Леклер      | Феррарі             | Сахір     | Звіт |
| 2021 | Льюїс Гамільтон   | Мерседес            | Сахір     | Звіт |
| 2020 | Льюїс Гамільтон   | Мерседес            | Сахір     | Звіт |
| 2019 | Льюїс Гамільтон   | Мерседес            | Сахір     | Звіт |
| 2018 | Себастьян Феттель | Феррарі             | Сахір     | Звіт |
| 2017 | Себастьян Феттель | Феррарі             | Сахір     | Звіт |
| 2016 | Ніко Росберг      | Мерседес            | Сахір     | Звіт |
| 2015 | Льюїс Гамільтон   | Мерседес            | Сахір     | Звіт |
| 2014 | Льюїс Гамільтон   | Мерседес            | Сахір     | Звіт |
| 2013 | Себастьян Феттель | Ред Булл            | Сахір     | Звіт |
| 2012 | Себастьян Феттель | Ред Булл            | Сахір     | Звіт |
| 2011 | Скасовано         | Скасовано           | Скасовано | Звіт |
| 2010 | Фернандо Алонсо   | Феррарі             | Сахір     | Звіт |
| 2009 | Дженсон Баттон    | Браун-Мерседес      | Сахір     | Звіт |
| 2008 | Феліпе Масса      | Феррарі             | Сахір     | Звіт |
| 2007 | Феліпе Масса      | Феррарі             | Сахір     | Звіт |
| 2006 | Фернандо Алонсо   | Рено                | Сахір     | Звіт |
| 2005 | Фернандо Алонсо   | Рено                | Сахір     | Звіт |
| 2004 | Міхаель Шумахер   | Феррарі             | Сахір     | Звіт |